# Raiņa bulvāris
Raiņa bulvāris (pol. Bulwar Rainisa) – ulica w Rydze, w rejonie administracyjnym Centrum, na osiedlu Centrum. Raiņa bulvāris zaczyna się na skrzyżowaniu z ulicą Krišjāņa Valdemāra, a kończy się na skrzyżowaniu z ulicami 13. janvāra, Marijas i Gogoļa. Długość tej trzypasmowej ulicy wynosi 1 km.

## Nazwy historyczne
Bulwar został wytyczony w 1861 r. po zburzeniu murów obronnych miasta, pierwotnie nazywał się Thronfolger-Boulevard (pol. bulwar Sukcesora lub bulwar Sukcesorów). Po powstaniu I Republiki Łotewskiej w 1920 r. przemianowano go na Raiņa bulvāris. Podczas okupacji niemieckiej tymczasowo zmieniono nazwę na Alfred Rosenberg Ring.

## Opis
Raiņa bulvāris to bulwar o długości 1005 metrów, z asfaltową nawierzchnią. Zaczyna się na skrzyżowaniu z ulicą Krišjāņa Valdemāra i biegnie w kierunku południowo-wschodnim jako ulica trzypasmowa. Jedynie strona wschodnia ulicy jest zabudowana, po stronie zachodniej rozciąga się park. Na początku bulwaru znajduje się ambasada Gruzji, a za skrzyżowaniem z ulicą Reimersa – Muzeum Okupacji Łotwy. Obok znajduje się gimnazjum państwowe nr 1, a także ambasada Francji. Naprzeciwko Pomnika Wolności Raiņa bulvāris przecina się z ulicą Brīvības. Za skrzyżowaniem z ulicą Brīvības znajduje się ambasada niemiecka, a nieco dalej bulwar krzyżuje się z ulicą Inženieru. Główny budynek Uniwersytetu Łotwy znajduje się pomiędzy skrzyżowaniami z ulicami Inženieru i Arhitektu. Raiņa bulvāris przecina także ulicę Krišjāņa Barona. Raiņa bulvāris kończy się na skrzyżowaniu ulic 13. janvāra, Marijas i Gogoļa.

## Ważniejsze obiekty
- Raiņa bulvāris 2–5: dawna Ambasada Azerbejdżanu
- Raiņa bulvāris 3–1: Ambasada Gruzji
- Raiņa bulvāris 7: Muzeum Okupacji Łotwy (2012—2022)
- Raiņa bulvāris 8: gimnazjum państwowe nr 1
- Raiņa bulvāris 9: Ambasada Francji
- Raiņa bulvāris 13: Ambasada Niemiec
- Raiņa bulvāris 19: główny budynek Uniwersytetu Łotwy
- Raiņa bulvāris 29: Wydział Matematyczno-Informatyczny Uniwersytetu Łotwy
- Raiņa bulvāris 33: budynek z 1884 r., współcześnie mieści Nordic Hotel Bellevue.

## Transport
Przez Raiņa bulvārī przebiegają trasy linii trolejbusowych nr: 3, 4, 12, 14, 15, 17, 19, 20, 31, 34 oraz linii autobusowych nr 2, 3, 6, 9, 11, 13, 16, 21, 24, 30, 50 57.

## Galeria

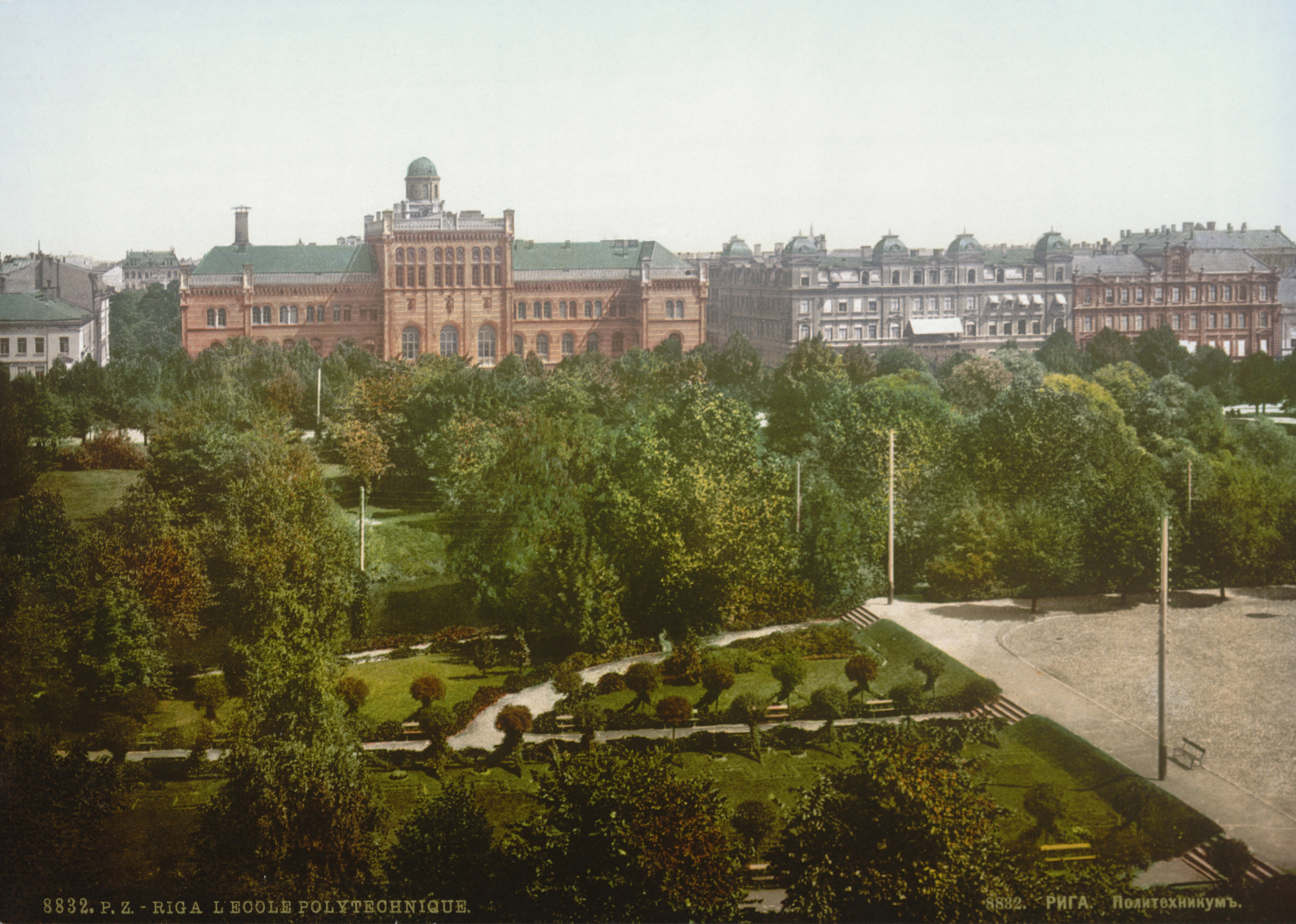
Ryski Instytut Politechniczny (1869)
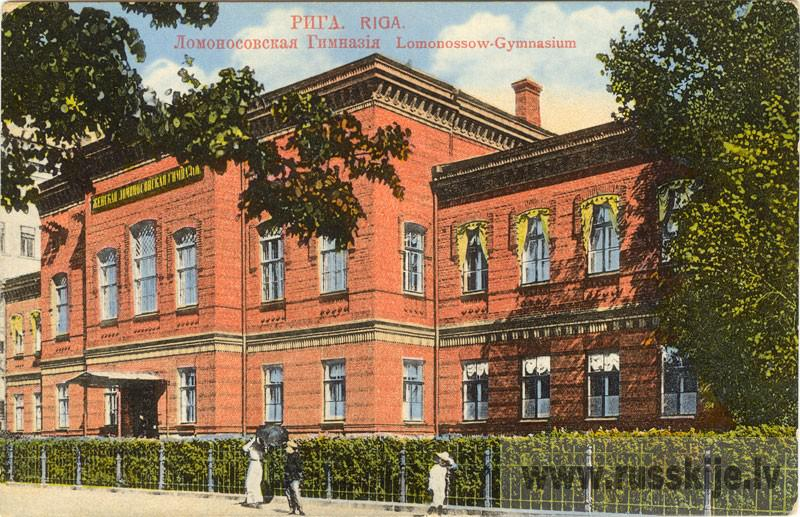
Gimnazjum żeńskie im. Łomonosowa (1871, architekt Johann Friedrich Bauman)
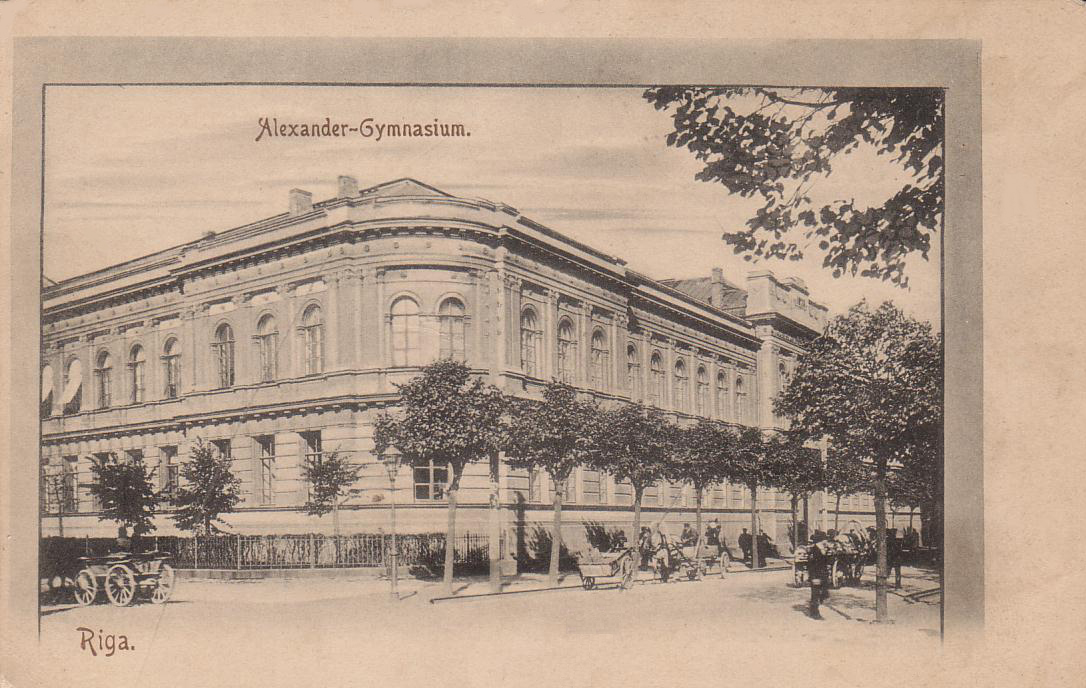
Gimnazjum męskie im. Aleksandra II (1875, architekt Johann Friedrich Bauman)
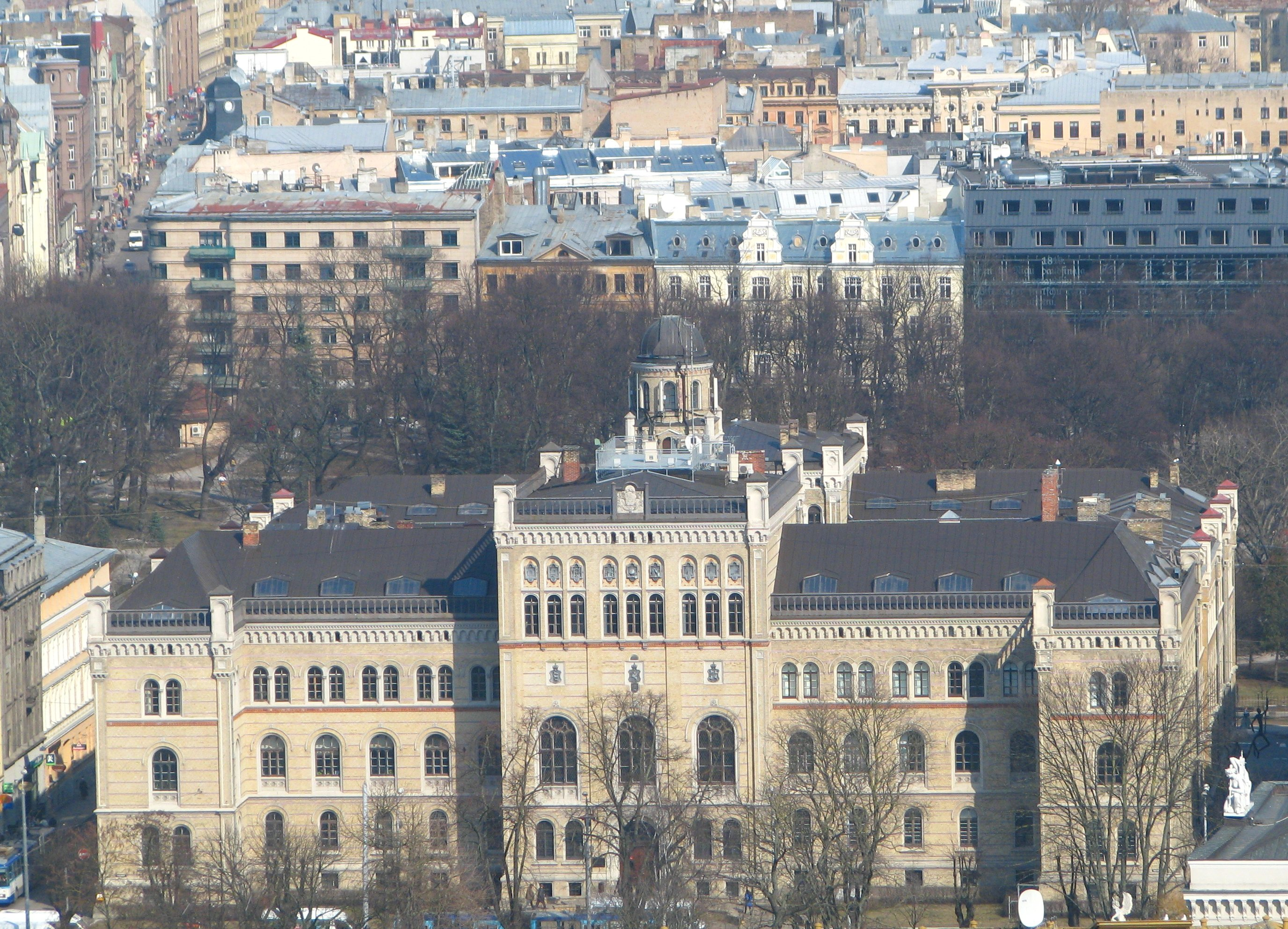
Gmach główny Uniwersytetu Łotwy
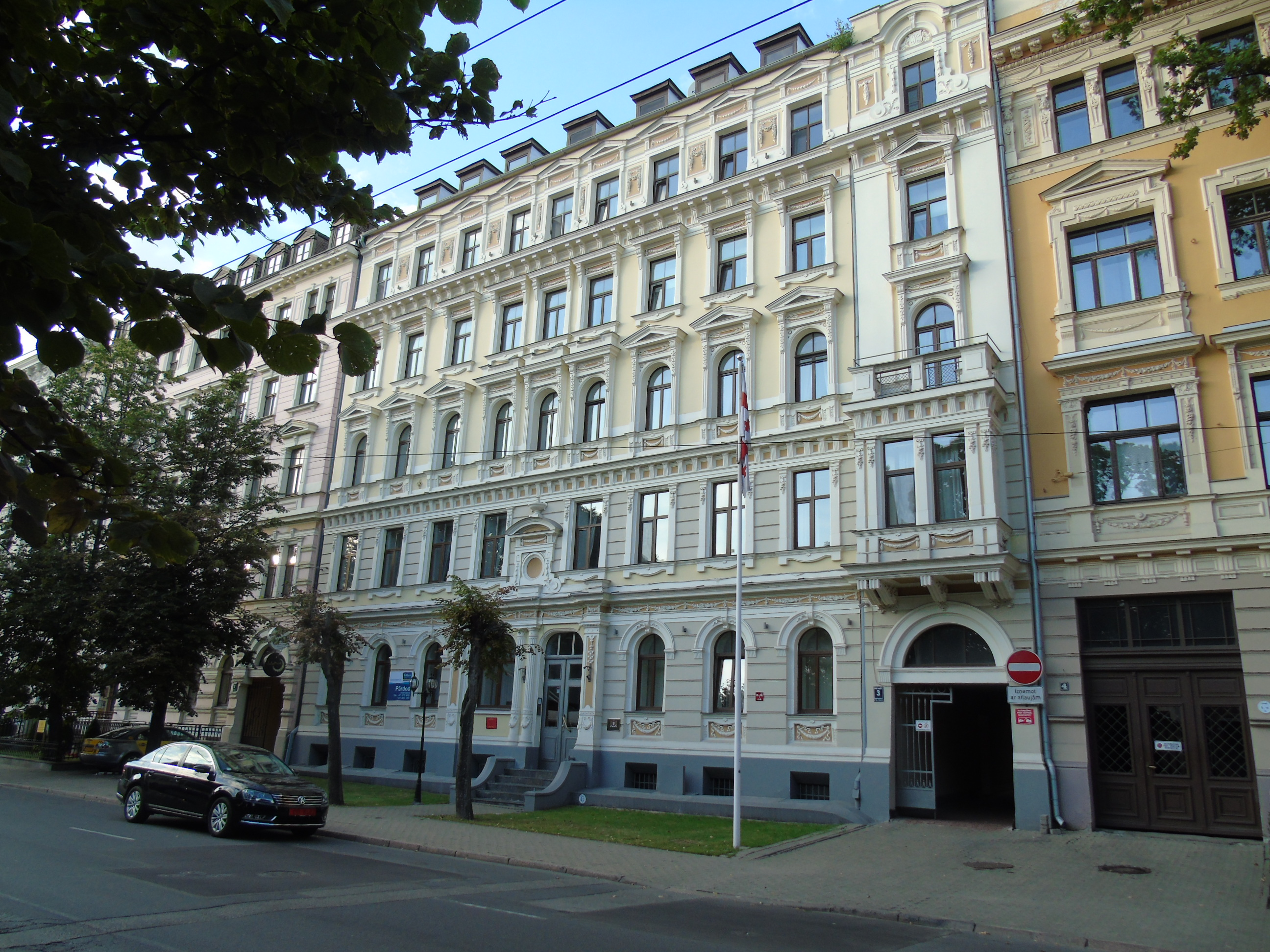
Ambasada Gruzji